# Litra
Litra (oznaka l (ili L)) je mjerna jedinica za volumen, a koristi se samo kod fluida.
1 l = 1 dm3 (1 litra = 1 decimetar kubni)

1 000 l = 1 m3

## Pisanje oznake litre
Izvorno, simbol za litru je l (malo slovo L), sukladno SI konvenciji da samo oznake onih jedinica koje dolaze od imena osobe počinju s velikim slovom.
U mnogim zemljama engleskog govornog područja, najčešći oblik arapskog broja 1 je samo vertikalna crta, tj., nedostaje joj gornja crtica koju ima u mnogim drugim kulturama. Stoga, se znamenka 1 lako može biti zamijeniti sa slovom L. Nadalje, na nekim pisaćim strojevima (osobito starijima), za malo slovo l i broj jedan rabi se ista oznaka. Čak i danas u nekim računalnim fontovima ova dva znaka se često jedva razlikuju. Kao rezultat toga, L (veliko slovo L) je prihvaćeno kao alternativna oznaka za litru 1979. godine.

## SI prefiksi primijenjeni na litru
Litra, iako nije službena SI jedinica, može se koristiti sa SI prefiksima. Najčešće korištena izvedena jedinica je mililitra, definirana kao tisućinka litre, a često se naziva i nazivom SI izvedene jedinice "kubični centimetar". To je često korištena mjera, posebno u medicini, kuhanju i automobilskoj industriji. Ostale jedinice mogu se pronaći u tablici ispod, gdje su češće korišteni pojmovi podebljani. Međutim, neki autoriteti savjetuju protiv nekih od njih; na primjer, u SAD-ua, NIST zagovara korištenje mililitra ili litre umjesto centilitra. Postoje dva međunarodna standardna simbola za litru: L i l.
| Višekratnik | Ime         | Symbols | Symbols | Ekvivalentni volumen | Ekvivalentni volumen                |
| ----------- | ----------- | ------- | ------- | -------------------- | ----------------------------------- |
| 10−30 L     | kvektolitra | ql      | qL      | 103 pm3              | tisuću kubičnih pikometara          |
| 10−27 L     | rontolitra  | rl      | rL      | 106 pm3              | milijun kubičnih pikometara         |
| 10−24 L     | joktolitra  | yl      | yL      | nm3                  | kubični nanometar                   |
| 10−21 L     | zeptolitra  | zl      | zL      | 103 nm3              | tisuću kubičnih nanometara          |
| 10−18 L     | attolitra   | al      | aL      | 106 nm3              | milijun kubičnih nanometara         |
| 10−15 L     | femtolitra  | fl      | fL      | μm3                  | kubični mikrometar                  |
| 10−12 L     | pikolitra   | pl      | pL      | 103 μm3              | tisuću kubičnih mikrometara         |
| 10−9 L      | nanolitra   | nl      | nL      | 106 μm3              | milijun kubičnih mikrometara        |
| 10−6 L      | mikrolitra  | μl      | μL      | mm3                  | kubični milimetar                   |
| 10−3 L      | mililitra   | ml      | mL      | cm3                  | kubični centimetar                  |
| 10−2 L      | centilitra  | cl      | cL      | 101 cm3              | deset kubičnih centimetars          |
| 10−1 L      | decilitra   | dl      | dL      | 102 cm3              | sto kubičnih centimetars            |
| 100 L       | litra       | l       | L       | dm3                  | kubični decimetre                   |
| 101 L       | dekalitra   | dal     | daL     | 101 dm3              | deset kubičnih decimetres           |
| 102 L       | hektolitra  | hl      | hL      | 102 dm3              | sto kubičnih decimetres             |
| 103 L       | kilolitra   | kl      | kL      | m3                   | kubični metar                       |
| 106 L       | megalitra   | Ml      | ML      | dam3                 | kubični dekametar, 1 milijun litraa |
| 109 L       | gigalitra   | Gl      | GL      | hm3                  | kubični hektometar                  |
| 1012 L      | teralitra   | Tl      | TL      | km3                  | kubični kilometar                   |
| 1015 L      | petalitra   | Pl      | PL      | 103 km3              | tisuću kubičnih kilometara          |
| 1018 L      | egzalitra   | El      | EL      | 106 km3              | milijun kubičnih kilometara         |
| 1021 L      | zetalitra   | Zl      | ZL      | Mm3                  | kubični megametar                   |
| 1024 L      | jotalitra   | Yl      | YL      | 103 Mm3              | tisuću kubičnih megametara          |
| 1027 L      | ronalitra   | Rl      | RL      | 106 Mm3              | milijun kubičnih megametara         |
| 1030 L      | kvetalitra  | Ql      | QL      | Gm3                  | kubični gigametar                   |